# Прощавай, немита Росія

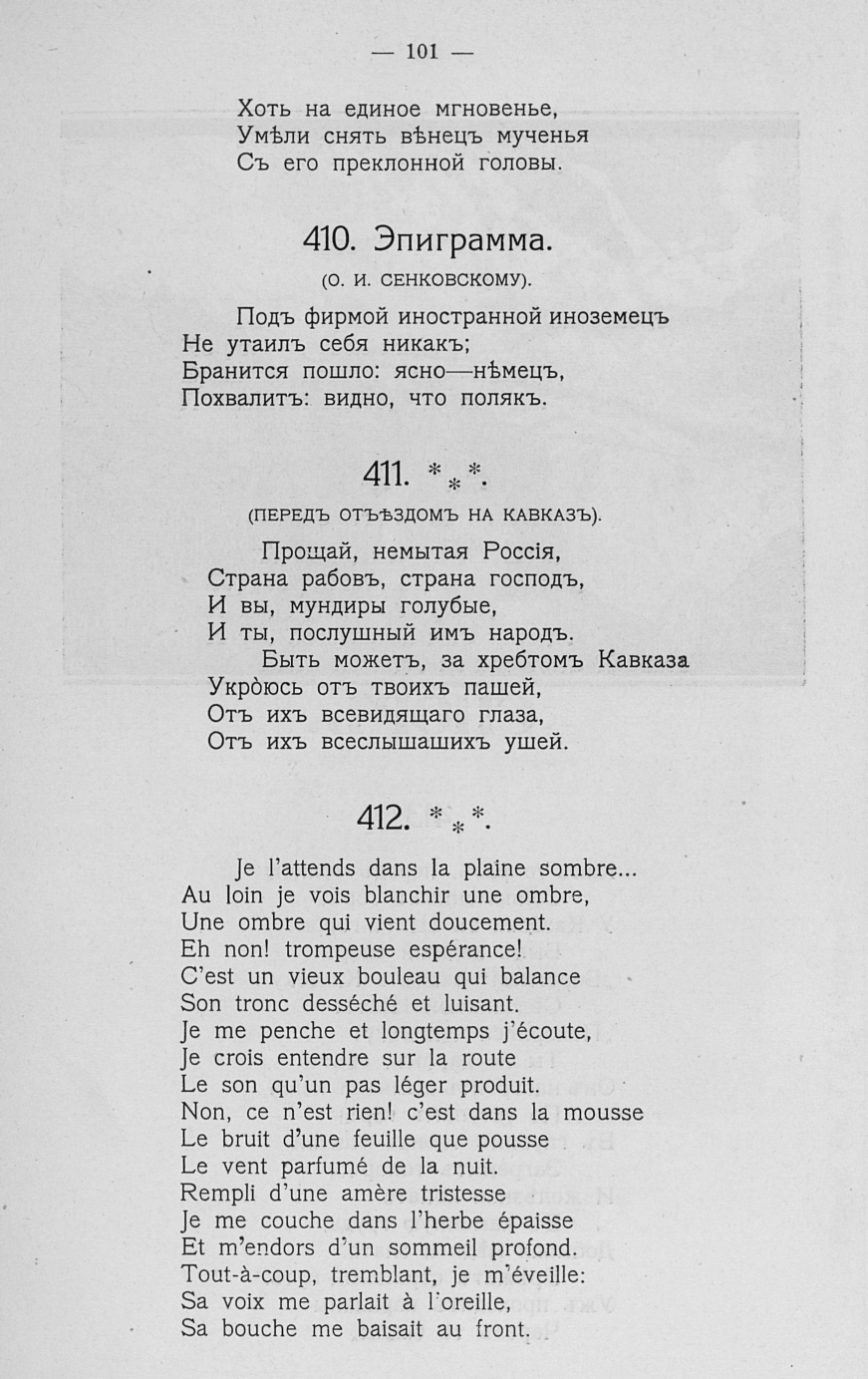

«Прощавай, немита Росія» (рос. «Прощай, немытая Россия») — вірш російського поета Михайла Лермонтова, названий за першим рядком.

## Історія

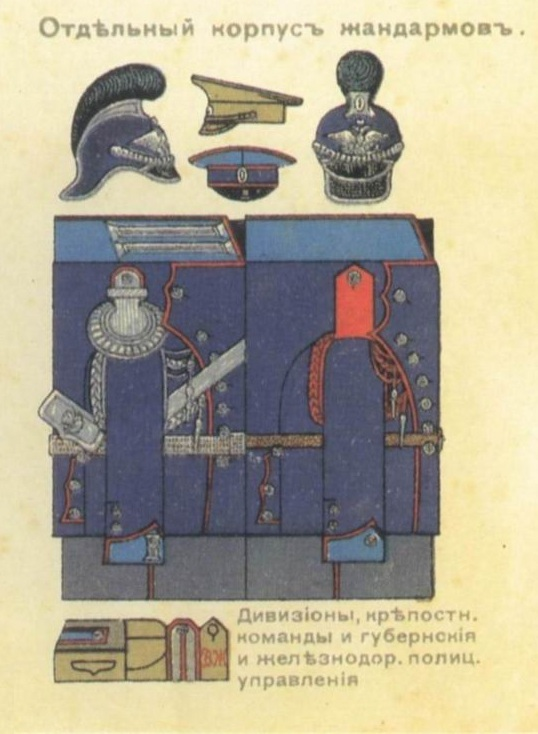
Блакитна уніформа російських жандармів

Прийнято вважати, що вірш був написаний в травні 1840 року у час від'їзду на заслання на Кавказьку війну) або в квітні 1841 року, коли поетові було наказано покинути Петербург.
За життя Лермонтова вірш не публікувався й не був відомий. Перша згадка про вірш міститься в листі російського видавця та літературознавця П. І. Бартенєва до колеги П. О. Єфремова від 9 березня 1873 року, в якому наводиться текст вірша зі словами «Ось ще вірші Лермонтова, списані з оригіналу».
«Прощавай, немита Росія» був вперше опублікований в 1887 році літературним істориком П. О. Висковатовим в журналі «Русская старина» (№ 12, с. 738—739) без вказання джерела, потім в 1890 році в заснованому П. І. Бартенєвим журналі «Русский архив» (№ 11, с. 375), текст супроводжений приміткою: «Записано зі слів поета сучасником».

## Текст
Вірш складається з двох чотиривіршів. У редакції, опублікованій «Російським архівом» (1890):
```
Прощай, немытая Россия,
Страна рабов, страна господ,
И вы, мундиры голубые,
И ты, им преданный народ.

Быть может, за стеной Кавказа
Сокроюсь от твоих пашей,
От их всевидящего глаза,
От их всеслышащих ушей.
```

## Новітній інтерес
Рядки з «Немитої Росії» неодноразово цитував В. В. Путін на зустрічах з переможцями конкурсу «Учитель року Росії».
В 2017 року Президент України Петро Порошенко процитував рядки з вірша на урочистій церемонії з нагоди отримання Україною безвізового режиму з країнами ЄС, яка стала символом розриву України з імперією. В Україні це цитування призвело до сплеску інтересу до вірша та історії його створення.

## Заперечення авторства М. Лермонтова
Вірш був представлений в радянських шкільних підручниках протягом значного часу існування СРСР і завжди подавався за авторством Михайла Лермонтова.
Питання про авторство Лермонтова першим підняв в 1989 році письменник В. С. Бушин, потім в 1994 році припущення про фальсифікацію були опубліковані в газеті «Літературна Росія» істориком і публіцистом Г. Є. Клечоновим. Сумніви в авторстві вірша висловили також літературознавці М. Д. Ельзон і М. М. Скатов, письменники В. В. Хатюшин і С. А. Сокуров, критик В. Г. Бондаренко та інші.
На думку ж деяких авторів, «російські критики та літератори розгорнули дискусію щодо уявної непричетності Михайла Лермонтова до образливого для російських патріотів вірша тільки з розквітом у Росії „путінізму“ та „культом величі“ Росії»[відсутнє в джерелі].